# 僕のカノジョ先生
『僕のカノジョ先生』（ぼくのカノジョせんせい）は、鏡遊による日本のライトノベル。イラストは、おりょうが担当している。MF文庫J（KADOKAWA）より2018年8月から2021年2月まで刊行された。2025年5月時点で電子版を含めたシリーズ累計部数は80万部を突破している。
メディアミックスとして孟倫&星河蟹によるコミカライズ版がドラドラふらっと♭で2019年4月から連載されている。

## あらすじ
彩木慎は幼稚園の時、先生に告白し花で作った婚約指輪を渡すが、数日後にその先生は結婚を理由に幼稚園を去った。この出来事をきっかけに慎は「先生」という立場の人間を忌み嫌うようになってしまう。
その性格を直せないまま私立聖華台学院の高校生になった慎は教師への反抗心から不興を買い、いつものように生徒指導室に呼び出される。そこで美人の担任教師である藤城真香から突如「君が好きです」と告白される。自分を冴えない男子生徒だと自認している慎は「揶揄われているのか」と邪推するも、真香は色仕掛けで迫ろうとする。だが、「生徒に恋するなんて教師失格」という持論から慎が告白に応じた場合は教職を辞して尼か修道女になり、残りの人生を贖罪に捧げると宣言する。そして、真香は「君を私に恋する生徒に教育する」と告げるのであった。
その数日後、慎は立て続けに生徒会長の陣所カレン、グラビアアイドルのクラスメイト天無縫、猫繋がりで仲良くなった小学生の神樹無垢、実の妹の彩木美春からも告白される。実は私立聖華台学院には慎に恋する者たちが「SID(シド)」(「死んでもいいわ同盟」の略)というグループを密かに組織しており、告白してきた4人はいずれもそのSIDのメンバーであった。4人は慎を取られないよう、水面下でお互いに牽制しあっていたのだが「真香が慎に告白した」という情報を掴み、真香より先に慎に想いを伝えるべく表立って行動を開始する。以降、冴えない男子生徒だったはずの慎は女性たちからの積極的なアプローチに振り回されるのであった。

## 登場人物

### 主要人物
彩木慎（さいぎ まこと）
本作の主人公。何の取り柄もない私立聖華台学院高等部2年A組の生徒。過去のトラウマから教職に就く人間を嫌うようになった。常に教師に対して反抗的な態度を取るため高等部の教頭先生までもが問題視している。
ただ、その教師への反抗心が本人の知らぬ間に巡り巡って悩みを抱えた女性たちの心を救っている場合もある。
藤城真香（ふじき まか）
本作のヒロイン。聖華台学院高等部2年A組の担任、生徒会副顧問（6巻以降）。24歳、社会人2年目。生徒に一番人気の美人英語教師。一流大学英文学科を卒業。短期のアメリカ留学の経験があり、英語の発音はほぼネイティブ。慎の前以外では完璧美人を演じている。
慎のことが大好きすぎて堪らないが、恋愛経験は皆無な上に初心なので色仕掛けで迫ろうとする際に事故って羞恥を晒すこともある。
幼少期のころからできる人間であったが、父の事業の失敗で家庭崩壊した際に周りからの同情心に反発してより完璧な人間を目指した結果、周りが距離を取る高嶺の花のような存在になってしまった。
本編の1年前、完璧美人を演じていたことで自分に好意があると勘違いした同僚の男性教師に襲われそうになった過去があり、周りが心配する中で慎が「高嶺の花キャラを演じているからそんな目に遭う」と呟いたのを聞き、本当の自分を見抜いている慎に興味を持ち始め、やがてそれが恋心へと変わっていった。
同校のOGで在学中は生徒会長を務め、全国模試1位3回・硬式テニス女子シングルスインターハイ優勝・全国英語スピーチ大会1位などの成績を残した。それを間近で見ていたひよりは 「高等部の藤城さんは人間には見えなかった」と語っている。

### SID
彩木美春（さいぎ みはる）
慎の妹。高等部1年。自堕落な性格で両親や慎が甘やかすため生活能力はなく、家事全般を慎に押し付けている。
一方で慎に兄妹以上の感情を抱いており、下着や裸体を見られても気にしない上に一緒に風呂に入ることもあるほど。
SID内では特に無垢と仲がいいが自身が幼女体型なため、その内スタイルの良さを抜かされないか少し気にしている。
初等部のころは、勉強がとてもできる子で、担任からは「美春さんを見習うように」と言われるほど。しかし当の本人は、勉強より遊ぶことが大好きでみんなが勉強している中、浮いた存在となっていた。その頭の良さを使い、OPSというスマホアプリを作った。
秋の生徒会選挙には、生徒会長として立候補した。だが、縁里には僅差で敗れ副会長になった。
陣所カレン（じんしょ カレン）
聖華台学院高等部3年A組の生徒。生徒会長で修道院育ちのシスター見習い。SID（シド）のチームリーダー。慎を始め、人の名前をフルネームで呼んでいる。
生真面目な性格で口調もややキツく、何かと偉そうな態度で慎に真香や女性たちと何をしているのか問いただすことが多い。全国模試トップクラスの頭脳を持つが、人に教えるのは得意ではない。
中学時代は、ヤンチャで髪は金髪に染め勉強ができなかったのだが、慎の登場で変化を与えた。
天無縫（あまなし ぬい）
慎のクラスメイト。人気グラビアアイドル。グラビアに力を入れているため勉学はあまり出来ず、毎年進級が危うい。テスト週間では慎が勉強を教えている。
気さくな性格で親しい人間のことにはあだ名をつけて呼ぶ。
高校生離れした巨乳で今も成長しているため、高等部の制服がきつくなっていることに頭を悩ませてる。
中等部のころは暗い性格で発育がよかったことから女子からの嫉妬を受け、クラスでは孤立していた。
そんな自分を変えるために親戚に誘われてグラビアアイドルになろうとするが、そのことを当時の担任だった椎子が強く反対する中、慎がそれを否定し応援してくれたことをきっかけに慎に恋心を抱く。
以降はグラビアよりもきわどい写真を送りつけたり、慎を撮影役に参加させたりしてアプローチしている。
神樹無垢（しんじゅ むく）
香子の娘。慎からは「くー」と呼ばれていて慎のことを「せんせー」と呼ぶ。初等部5年。
名前の通り、純粋無垢な性格で年下なこともあり、慎も何かと甘い対応を取ることが多い。
猫嫌いだったが、慎の影響で猫好きになった。

### 学院関係
貴宗天華（きそう てんか）
慎のクラスメイト。いつでも携帯に何かを書き込んでいる。両親の離婚時に母方に引き取られた真香の妹で、顔立ちがよく似ている。
真香の過去を知る数少ない人物で、慎に対して彼女の支えになってほしいと頼んでいる。
新望縁里（しんぼう えんり）
慎のクラスメイト。テニス部部長。生徒会書記（6巻以降生徒会長）。先生には絶対服従の考えで、初等部ではよく慎と対立していた。縁里は「慎さん」と呼び、慎は「えんり」と呼ぶほど。真香先生のファンであり、体育祭のエキシビションマッチでは、シングルスをした。秋の生徒会選挙では、生徒会長に立候補し、美春には僅差で勝利。語尾は「〜ですわ」と付け、お嬢様感を出している。
京御詩夜（けいみ しや）
慎の幼なじみ。聖華台学院大学2年。4巻で慎の家庭教師になった。同じマンションに住んでいる。同校の高等部では、生徒会副会長を務めた。真香の熱狂的ファン。
恋紅 ひより（れんく ひより）
聖華台学院高等部の国語教師。水泳部顧問。 真香 の一つ上の先輩で、「マカマカ」と呼んでいる。彼女も同校のOGで、在学中「告白千人斬り」や「先生から頼まれテスト問題の作成」などの噂が飛び交った。
保科椎子（ほしな しいこ）
中等部２年の時の慎と縫の担任。完璧美人な真香に強い憧れがある。
堅物な性格で縫のグラビアアイドル進出に反対していたが、慎に「心配しているように見せかけて面倒を背負いたくないだけ」と指摘され、言い返せなかったことで渋々グラビア活動を認めた。このことから慎を避けるようになっている。
縫には苦手意識を持たれていたが、慎と真香の説得によりわだかまりを解消することができた。
教頭先生
本名不明。高等部の教頭で高齢の女性。厳格な人物で「教師はいかなる場合でも生徒の前で醜態を晒してはならない」という持論を持っている。
そのため、慎の前で素の自分を出してしまう真香からは苦手意識を持たれている。
実は猫好きで近隣の猫カフェでは「マダム」の異名で呼ばれる常連。

### その他
神樹香子（しんじゅ こうこ）
無垢の母親。慎が幼稚園児の時にお世話になった先生で初恋の人。現在は保育士を辞めている。慎が教師を嫌うきっかけになった人物。
風花四季（ふうか しき）
真香の高校時代の教師。故人。生徒会顧問。担当教科は英語。大事な書類にはハナマルを付けるような天然。ヤンチャな生徒は、「鉄拳で指導」など優しく見えて暴力教師だと語っている。真香に愛車のフィアットを譲った。文化祭では、「ファイヤストーム」を企画し、詳細は当時生徒会長だった真香に一任させた。
瀬紀屋来羽（せきや らいは）
清緒川（せおがわ）女子高校2年生の生徒。真香先生のパパが経営する「ねこらにゃ」のアルバイト店員。修道院育ちで、カレンと同室。

## 既刊一覧

### 小説
- 鏡遊（著）・おりょう（イラスト） 『僕のカノジョ先生』 KADOKAWA〈MF文庫J〉、全9巻
  1. 2018年8月25日初版発行（同日発売[3]）、ISBN 978-4-04-065097-5
  2. 2018年11月25日初版発行（11月24日発売[4]）、ISBN 978-4-04-065301-3
  3. 2019年2月25日初版発行（同日発売[5]）、ISBN 978-4-04-065534-5
  4. 2019年6月25日初版発行（同日発売[6]）、ISBN 978-4-04-065737-0
  5. 2019年10月25日初版発行（同日発売[7]）、ISBN 978-4-04-064124-9
  6. 2020年2月25日初版発行（同日発売[8]）、ISBN 978-4-04-064448-6
  7. 2020年6月25日初版発行（同日発売[9]）、ISBN 978-4-04-064733-3
  8. 2020年10月25日初版発行（10月24日発売[10]）、ISBN 978-4-04-065940-4
  9. 2021年2月25日初版発行（同日発売[11]）、ISBN 978-4-04-680237-8

### 漫画
- 孟倫&星河蟹（作画）・鏡遊（原作）・おりょう（キャラクター原案） 『僕のカノジョ先生』 KADOKAWA〈ドラゴンコミックスエイジ〉、既刊14巻（2025年5月9日現在）
  1. 2019年10月25日初版発行（同日発売[12]）、ISBN 978-4-04-073330-2
  2. 2020年6月25日初版発行（同日発売[13]）、ISBN 978-4-04-073655-6
  3. 2020年10月25日初版発行（同日発売[14]）、ISBN 978-4-04-073835-2
  4. 2021年4月9日初版発行（同日発売[15]）、ISBN 978-4-04-074048-5
  5. 2021年8月6日初版発行（同日発売[16]）、ISBN 978-4-04-074209-0
  6. 2022年3月9日初版発行（同日発売[17]）、ISBN 978-4-04-074459-9
  7. 2022年4月8日初版発行（同日発売[18]）、ISBN 978-4-04-074503-9
  8. 2022年12月9日初版発行（同日発売[19]）、ISBN 978-4-04-074833-7
  9. 2023年4月7日初版発行（同日発売[20]）、ISBN 978-4-04-074937-2
  10. 2023年8月9日初版発行（同日発売[21]）、ISBN 978-4-04-075069-9
  11. 2024年3月8日発売[22]、ISBN 978-4-04-075364-5
  12. 2024年7月9日発売[23]、ISBN 978-4-04-075512-0
  13. 2024年12月9日発売[24][25]、ISBN 978-4-04-075684-4 / ISBN 978-4-04-075685-1（イラスト集つき特装版）
  14. 2025年5月9日発売[26]、ISBN 978-4-04-075907-4

### 画集
- おりょう（著）『graduation 「僕のカノジョ先生」 おりょうアートワークス』KADOKAWA、2021年2月25日発売[27]、ISBN 978-4-04-680236-1

## ASMR動画
石上静香が藤城真香役として囁くASMR動画が、小説7巻および漫画2巻の購入特典キャンペーンとして配信された（IDとパスワードがキャンペーン中の帯に付属）。